# Punaplevier
De punaplevier (Anarhynchus alticola) is een waadvogel uit de familie van plevieren (Charadriidae).

## Verspreiding en leefgebied
Deze soort komt voor van Peru tot noordwestelijk Argentinië.